# Capitulatio de partibus Saxoniae
De Capitulatio de partibus Saxoniae van 782 is een wet, uitgevaardigd door Karel de Grote die bedoeld was om het land van de heidense Saksen voorgoed aan de Franken te onderwerpen door het gedwongen te kerstenen.
Onder deze wet stond de doodstraf op onder andere:
- inbraak in -, diefstal uit -, of in brand steken van een kerkgebouw
- het niet in acht nemen van de Vastentijd door het nuttigen van vlees
- het niet gedoopt zijn en het weigeren van dit sacrament
- het cremeren van een stoffelijk overschot naar heidens gebruik

Ook waren er allerlei wetten opgenomen over kerkelijke gebruiken, waaronder:
- Het schenken van twee boerderijen bij het stichten van een kerk
- Ieder kind moest binnen een jaar na de geboorte gedoopt worden
- Alleen gedoopte christenen mochten op het kerkhof rond de kerk worden begraven

De uitvaardiging van de Capitulatio leidde nog in hetzelfde jaar tot een opstand van de Saksen in de omgeving van Verden die door de Franken bloedig werd neergeslagen.